# Віра Вовк
Ві́ра Вовк (порт. Vira Vovk; за паспортом Wira Selanski; (2 січня 1926 , Борислав, Львівське воєводство  — 16 липня 2022 , Ріо-де-Жанейро ) — українська письменниця, літературознавиця, прозаїк, драматург, перекладачка та науковиця. Учасниця літературної спілки Нью-Йоркська група (НЙГ). Писала українською, німецькою та португальською мовами.
З 1950-х по 2000-і роки працювала професором німецької літератури в Державному університеті Ріо-де-Жанейро.
З 1945 року мешкала в еміграції: спочатку в Німеччині, а згодом у Бразилії.

## Життєпис
Народилася 2 січня 1926 року в селі Баня Котівська (зараз у складі м. Борислав) (українські землі довоєнної Польщі, нині Львівська область) у родині лікаря й археолога. Зростала на Гуцульщині в містечку Кути. Навчалася в гімназії у Львові, потім у середній дівочій школі ім. Клари Шуманн у Дрездені.
В еміграції з 1945 року, спочатку в Німеччині, а згодом у Бразилії. Студіювала германістику, славістику, музикологію у Тюбінгенському університеті. З 1949 року разом з матір'ю переїхала до Ріо-де-Жанейро, де закінчила університет, стажувалася також у Колумбійському (Нью-Йорк) і Мюнхенському університеті, де вивчала і порівняльне літературознавство. Здобула докторський ступінь із філософії.
Після отримання освіти, стала професоркою німецької літератури в Державному університеті Ріо-де-Жанейро. З 1957 року — завідувачка кафедрою германістики цього університету.

## Волонтерська діяльність
Активно пропагувала українську культуру та мову. Виступала з літературними доповідями, лекціями й авторськими вечорами у Нью-Йорку, Вашингтоні, Філадельфії, Клівленді, Чикаго, Детройті, Торонто, Монреалі, Оттаві, Ванкувері, Лондоні, Парижі, Римі, Мадриді, Мюнхені, Буенос-Айресі, Києві, Львові.
Віра Вовк померла 16 липня 2022 року в Ріо-де-Жанейро.

## Творчість

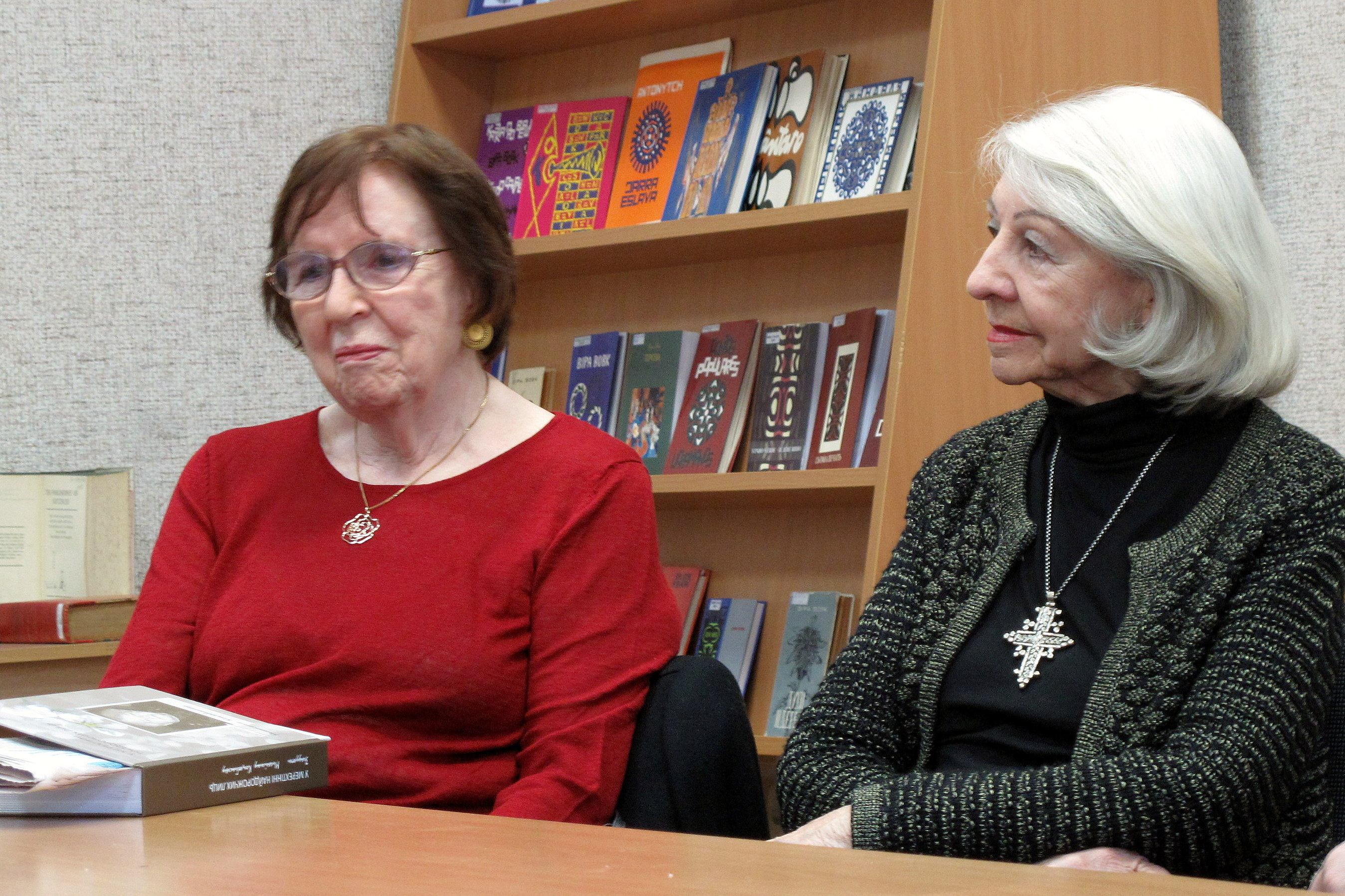
Віра Вовк та Зоя Лісовська, яку Вовк вважала своєю посестрою, 2013 рік

За свою кар'єру Вовк видала десятки власних книг поезії, прози і п'єс. Як перекладач переклала українською мовою цілу плеяду віршів європейських авторів. Крім того, переклади українських авторів німецькою та португальською мовами.

### Поезія
Збірки «Юність» (1954), «Зоря провідна» (1955), «Єлегії» (1956), «Чорні акації» (1961), «Любовні листи княжни Вероніки» (1967), «Каппа Хреста» (1968), «Меандри» (1979), «Мандат» (1980), «Жіночі маски» (1993), «Писані кахлі» (1999), «Віоля під вечір» (2000) і «Поезія» (2000), драматична поема «Триптих», п'єса «Іконостас України».

### Проза
«Ранні оповідання» (1943—1954), «Легенди» (1958). «Казки» (1956), «Духи й дервіші» (1956). «Оповідання для дітей» (1960—1962). «Вітражі» (1961), «Святий гай» (1983), «Карнавал» (1986), «Старі панянки» (1995), «Калейдоскоп» (1979—2001).

### П'єси
«Скарб царя Гороха» (1962), «Смішний святий» (1968), «Триптих» (1982), «Іконостас України» (1988, 1991), «Вінок троїстий» (1988), «Казка про вершника» (1992), «Зимове дійство» (1994), «Весняне дійство» (1995), «Настася Чагрова» (2001), «Козак Нетяга» (2001) й «Крилата скрипка» (2001).

### Переклади
з французької, італійської, румунської, македонської, старослов'янської на українську: Поль Клодель, Пабло Неруда, Федеріко Гарсія Лорка, Рабіндранат Тагор, Стефан Ґеорґе, Фрідріх Дюрренматт, інші.